# Střelba v Atlantě 2021
Ke střelbě na salony v metropolitní oblasti Atlanty v Georgii ve Spojených státech amerických došlo dne 16. března 2021. Tyto střelby si vyžádaly celkem osm mrtvých, z toho šest žen asijského původu a jednoho zraněného.

## Průběh útoku
Útočník dorazil kolem 17:00 místního času do masážního salonu ve městě Acworth, v němž postřelil pět lidí. Dva lidé zemřeli na místě a tři byli převezeni do nemocnice, v níž dva poté zemřeli.
Zhruba za padesát minut bylo hlášeno vloupání v salonu Gold Spa na severozápadě Atlanty, asi 50 kilometrů od místa první střelby. Po příjezdu na místo zde policie našla tři mrtvé ženy. Zaměstnanec, který ze salonu stihl uniknout během střelby uvedl, že střelec prohlásil: „Zabiju všechny Asiaty.“
Při prohledávání místa činu byla hlášena střelba z masážního salonu, který leží na protější straně ulice. Policisté tam našli jednu mrtvou ženu.

## Oběti
Pachatel zabil osm lidí ve věku mezi 33 a 74 lety. Šest lidí zemřelo na místě, jeden na cestě do nemocnice a jeden v nemocnici. Šest mrtvých byly Asiatky, dalšími mrtvými byli běloch a běloška a přeživším je domorodý Američan. Ministerstvo zahraničních věcí Jižní Koreje oznámilo, že mezi oběťmi byli čtyři lidé korejského původu a jeden byl občanem Jižní Koreje.

## Reakce
Dne 18. března prezident Joe Biden nařídil, aby byly všechny vlajky v Bílém domě, na vojenských zařízeních a na námořních plavidlech spuštěny na půl žerdi až do 22. března. Dne 19. března se Biden společně s viceprezidentkou Kamalou Harrisovou setkali s místními politiky a diskutovali o této střelbě.